# Diecezja Oudtshoorn
Diecezja Oudtshoorn – diecezja Kościoła rzymskokatolickiego w Republice Południowej Afryki, w metropolii kapsztadzkiej. Została erygowana w 1874 roku jako prefektura apostolska Przylądka Dobrej Nadziei, Dystryktu Centralnego. W 1939 otrzymała nową nazwę Oudtshoorn, od miasta będącego siedzibą biskupa. W 1948 została podniesiona do rangi wikariatu apostolskiego, a w 1951 stała się diecezją. 